# Chloé
 Denne artikel omhandler et modehus. Opslagsordet har også en anden betydning, se Chloé (dj).
Chloé er et fransk modehus stiftet i 1952 af Gaby Aghion. Dets hovedkvarter ligger i Paris.

## Historie

### Det første luksus "ready-to-wear" mærke
Forud for Chloé's lancering, lavede luksusmodehusene kun Haute Couture-tøj. Det var fint for de få, som havde råd til det, men det efterlod alle andre med dårlige kopier, lavet af en lokal syerske. Chloés stifter, Gaby Aghion, der afviste de stive formaliteter fra 1950'ernes mode (og mærkede en mulighed i markedet), bestemte sig for at lave en linje med høj kvalitet, blødt, kropsbevidst tøj af fine stoffer, hvilket hun kaldte 'luxury prêt-à-porter' (luksus klar-til-at-bære) og dermed var Prêt-à-Porter (Ready-To-Wear) markedet som vi kender det i dag, født. 
Andre mærker fulgte hurtigt efter, det første var Givenchy, med deres 1956 Ready-to-Wear kollektion; 'Givenchy University'. I dag laver alle designere ready-to-wear, og couturesiden af moden er mindre trendsættende.

## Tidslinje
- 1952. Chloé bliver stiftet af Gaby Aighton, en pariser med egyptisk oprindelse. Hun og hendes partner, Jaques Lenoir, var blandt de første, som blev opmærksomme på det voksende krav på kollektioner, der kunne leve op til haute couture uden at være det.
- 1956. Den første kollektion er introduceret på Le Café de Flore, en af deres favoritcafeer og kendt mødested for kunstnere i Paris. Kollektionen var designet af Gaby Aghion og lavet af første assistenten hos Lelong. Gaby Aighton og Jaques Lenoir startede med at hyre unge talentfulde designere, som senere lavede et mærke i deres eget navn: Christiana Bailly, Michèle Rosier, Maxime de la Falaise, Graziella Fontana, Tan Giudicelli, Guy Paulin, Carlos Rodriguez.
- 1966. Karl Lagerfeld er hoveddesigner og Chloé bliver et symbolsk mærke fra 70'erne. Blandt kunderne var: Jackie Kennedy, Brigitte Bardot, Maria Callas og Grace Kelly.
- 1971. Den første Chloé butik åbner på 3 rue Gribeauval i Paris.
- 1985. Firmaet bliver købt af Richemont group.
- 80'erne. Chloé bliver ved med at arbejde med lovende og senere kendte kreative direktører: Martine Sitbon i 1988, Karl Lagerfeld i 1992.
- 1997. Stella McCartney bringer mærket i en ny retning, feminin, romantisk og uforskammet.
- 2001. Phoebe Philo tilføjer et personligt og sensuelt præg. Kirsten Dunst, Natalie Portman og Lou Doillon bliver kunder.
- 2002. Chloé lancere en taskelinje, små lædervarer og sko. "Paddington tasken" bliver den første 'it-taske'.
- 2006. Paulo Melim Andersson tilføjer en forskudt og moderne stil.
- 2008. Efter et tæt sammenarbejde med mærket for lanceringen af parfume, bliver Hannah MacGibbon kreativ direktør.
- 2009. MacGibbon introducerer sin første kollektion i marts for forår-sommer 2009 runway.

## Steder
Chloé er distribueret gennem et netværk af butikker i store byer (Paris, London, Tokyo, Hong Kong, Shanghai, Los Angeles, New York, Dubai). Produkterne er også tilgængelige i udvalgte luksus butikker i nogle lufthavnes tax-free områder. 
Chloes hovedkvarter er på Avenue Percier i Paris. Der er regionale kontorer i New York, Hong Kong, Shanghai og Dubai. 

## Internet
I september 2007 var Chloé det første luksusmærke, der tilbød en iPhone version af deres hjemmeside. Siden 2008 har mærket vist dets modeshows online på den samme dag, hvor de fandt sted. 
Lige som alle modehuse er Chloé udsat for kopierede produkter og har derfor en liste med autoriserede internet forhandlere på deres hjemmeside.